# Tarek Koussani
Tarek Koussani (Tunisi, 22 settembre 1982) è un attore tunisino.

## Filmografia

### Televisione
Provaci ancora prof! (quinta stagione), ruolo Abdul, 2013
Non uccidere (prima stagione), ruolo Ali, 2015-2016

### Cinema
Tu mi nascondi qualcosa, ruolo Il dottore, 2019.
La vita possibile, di Ivano di Matteo 2016.
Fuga di cervelli (film), ruolo studente passeggero del tram, 2013.

### Teatro
La palla al piede, di Georges Feydeau, regia di Sonia Camerlo e Noemi binda, 2017.
L'opera del mendicante, di John Gay, regia di Sonia camerlo, 2014.